# Chrysophlegma
Chrysophlegma – rodzaj ptaków z podrodziny dzięciołów (Picinae) w rodzinie dzięciołowatych (Picidae).

## Zasięg występowania
Rodzaj obejmuje gatunki występujące w południowo-wschodniej Azji.

## Morfologia
Długość ciała 23–34 cm; masa ciała 79–198 g.

## Systematyka

### Etymologia
- Brachylophus: gr. βραχυς brakhus „krótki”; λοφος lophos „grzebień, czub”[6]. Gatunek typowy: Picus miniatus J.R. Forster, 1781 (= Picus miniaceus Pennant, 1769); młodszy homonim Brachylophus Steven lub Fischer von Waldheim, 1829 (Coleoptera).
- Chrysophlegma: gr. χρυσος khrusos „złoto”; φλεγμα phlegma, φλεγματος phlegmatos „żar, ogień”[7].
- Calopicus: gr. καλος kalos „piękny”; nowogr. πικος pikos „dzięcioł”, od łac. picus „dzięcioł”[8]. Gatunek typowy: Picus flavinucha Gould, 1834.

### Podział systematyczny
Takson wyodrębniony z rodzaju Picus. Do rodzaju należą następujące gatunki:
- Chrysophlegma miniaceum (Pennant, 1769) – dzięcioł ognisty
- Chrysophlegma mentale (Temminck, 1826) – dzięcioł ozdobny
- Chrysophlegma flavinucha (Gould, 1834) – dzięcioł złotoczuby